# Roy Aitken
Robert "Roy" Sime Aitken (Irvine, 24 november 1958) is een Schots voormalig profvoetballer die als centrale verdediger onder meer vijftien jaar voor Celtic speelde en daar aanvoerder werd. Vanwege lang krullend haar werd hij "The Bear" genoemd.
Aitken speelde 57 interlands in het Schots voetbalelftal en maakte één doelpunt. Hij nam deel aan het wereldkampioenschap voetbal van 1986 in Mexico en 1990 in Italië. Op dat laatste toernooi was hij aanvoerder. Hoewel hij vooral een centrale verdediger was, speelde hij niet zelden als verdedigende middenvelder.

## Biografie
Op het palmares van Roy Aitken staan zes Schotse landstitels en vijf Schotse bekers met Celtic. Een periode tussen 1975 en 1990. De centrale verdediger speelde 484 competitiewedstrijden voor de Celts en werd aanvoerder na het afscheid van clubicoon Billy McNeill. Van 1990 tot 1995 kwam Aitken achtereenvolgens uit voor de toenmalige Engelse tweedeklasser Newcastle United en uiteindelijk weer op eigen grondgebied voor St. Mirren en Aberdeen. Hij was aanvoerder van Newcastle United (1990–1991) en de opvolger van de naar Crystal Palace vertrokken Andy Thorn. Aitken stopte op 37-jarige leeftijd met voetballen.
Bij Aberdeen werd hij na zijn actieve loopbaan de nieuwe trainer, met ingang van februari 1995, en won de Scottish League Cup in 1996. Hij werd ontslagen door Aberdeen in november 1997. In 2006 was hij even in dienst als interim-manager bij Aston Villa nadat David O'Leary ontslag had genomen. Hij was daarvoor drie seizoenen de assistent van O'Leary.
Op 9 augustus 2017 werd Aitken clubambassadeur van Celtic.

## Erelijst

### Als speler
Celtic
- Scottish Football League (6): 1976–77, 1978–79, 1980–81, 1981–82, 1985–86, 1987–88
- Scottish Cup (5): 1977, 1980, 1985, 1988, 1989
- Scottish League Cup (1): 1982–83
- Glasgow Cup: 1982

### Als trainer
Aberdeen
- Scottish League Cup (1): 1995–96